# NGC 6801

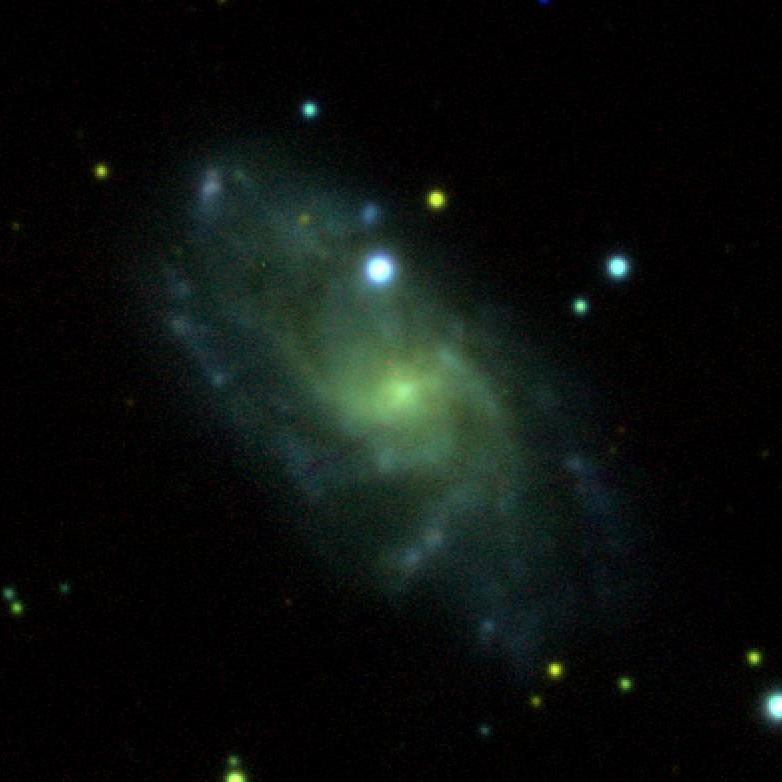
Imagem da própria galáxia espiral NGC 6801, capturada pelo Pan-STARRS.

NGC 6801 é uma galáxia espiral (Sc) localizada na direcção da constelação de Cygnus. Possui uma declinação de +54° 22' 21" e uma ascensão recta de 19 horas, 27 minutos e 35,9 segundos.
A galáxia NGC 6801 foi descoberta em 5 de Agosto de 1886 por Lewis A. Swift.